# Foenatopus cinctus
Foenatopus cinctus (лат.) — вид наездников рода Foenatopus из семейства Stephanidae. Китай (Guangxi, Taiwan), Япония.

## Описание
Эндопаразиты насекомых. Длина тела самок 9,7-24 мм, длина переднего крыла 6,5-12,6 мм, длина яйцеклада 16-29 мм. Жгутик усиков самок 34-члениковые. От близких видов отличается следующими признаками: задние бёдра с 2 крупными вентральными зубцами; темя с тонкой поперечной исчерченностью; щёки жёлтые и гладкие; пронотум грубо морщинистый; птеростигма узкая и заострённая. Основная окраска тела коричневато-чёрная (ноги светлее). Голова и 3-й тергит с желтоватыми отметинами. Шея спереди выемчатая, с мелкими бороздками; задняя часть пронотума градуально сливается с оставшейся частью переднеспинки; метаплеврон узкий; жилка 2-SR и 2-SR+M переднего крыла отсутствует; жилка 2-CU1 переднего крыла не полностью редуцирована; задние голени сплющены в базальной части; задние лапки самок 3-члениковые.